# Walker & Volf
Walker & Volf je české nakladatelství. Bylo založeno v roce 2014 režisérem MgA. Radkem Volfem a spisovatelem Jiřím W. Procházkou. Je zaměřené zvláště na převod českých či slovenských děl v žánrech sci-fi, fantasy či hororu do podoby audioknihy a také se věnuje tvorbě audioknih z původních českých detektivek (Josef Klíma, Štěpán Kopřiva, J.W.Procházka + Klára Smolíková). Narátory tohoto audio nakladatelství jsou například Jiří Klem, Martin Myšička, Ludvík Král, Otakar Brousek ml., Kateřina Janečková, Jitka Moučková, Jitka Ježková aj.

## Ocenění
- 2014 - Cena Akademie science fiction, fantasy a hororu v kategorii Počin roku
- 2017 - Druhé místo Ceny Audiokniha roku v kategorii Nejlepší audiokniha – jednohlasá četba pro audioknihu Setkání s Rámou